# لک‌لک ماگوآری
لک‌لک ماگوآری(نام علمی: Ciconia maguari) نام یک گونه از سرده لک‌لک‌های راستین است.